# Cryptothelea
Cryptothelea är ett släkte av fjärilar. Cryptothelea ingår i familjen säckspinnare.

## Dottertaxa tillCryptothelea, i alfabetisk ordning[1]
- Cryptothelea acacienta
- Cryptothelea albifrons
- Cryptothelea cardiophora
- Cryptothelea chaquensis
- Cryptothelea congregatus
- Cryptothelea dewitzi
- Cryptothelea ernesti
- Cryptothelea formosicola
- Cryptothelea fuscescens
- Cryptothelea gloverii
- Cryptothelea guineensis
- Cryptothelea hemitricha
- Cryptothelea hoffmanni
- Cryptothelea holmesi
- Cryptothelea ignobilis
- Cryptothelea japonica
- Cryptothelea javanica
- Cryptothelea joannisii
- Cryptothelea jonesi
- Cryptothelea leonina
- Cryptothelea leucosoma
- Cryptothelea licheniphilus
- Cryptothelea lipara
- Cryptothelea macalisteri
- Cryptothelea macleayi
- Cryptothelea mahanti
- Cryptothelea ngarukensis
- Cryptothelea nigrita
- Cryptothelea persimilis
- Cryptothelea photidias
- Cryptothelea pizote
- Cryptothelea riemsdyki
- Cryptothelea salaeides
- Cryptothelea surinamensis
- Cryptothelea symmicta
- Cryptothelea tandilensis
- Cryptothelea tjipannensis
- Cryptothelea watsoni
- Cryptothelea vaulogeri
- Cryptothelea weyersi
- Cryptothelea zelleri